# Bourneov identitet (2002.)
Bourneov identitet (eng. The Bourne Identity) je špijunski triler Douga Limana iz 2002. s Mattom Damonom u ulozi Jasona Bournea, junaka istoimenog romana Roberta Ludluma koji unatoč amneziji pokušava otkriti svoj pravi identitet usred tajne urote unutar CIA-e čiji je cilj uloviti ga i uhititi ili ga ubiti zbog neobjašnjivog neuspjeha njegova posljednjeg zadatka. On se tokom puta upoznaje s Marie, koju glumi Franka Potente, koja mu pomaže na putovanju na kojem se mora prisjetiti svoje prošlosti. U filmu nastupaju i Chris Cooper kao Alexander Conklin, Clive Owen kao Profesor, Brian Cox kao Ward Abbott i Julia Stiles kao Nicky Parsons. 2004. je uslijedio nastavak Bourneova nadmoć, a 2007. je objavljen treći dio naslovljen Bourneov ultimatum.

## Radnja
Tijekom olujne noći, skupina talijanskih ribara pronalazi čovjeka (Damon) kako pluta usred Sredozemnog mora blizu Marseillea, s dvije prostrijelne rane na leđima i uređajem s brojem računa u švicarskoj banci prišivenom na njegovu bedru. Iako pati od retrogradne amnezije, shvaća kako govori nekoliko europskih jezika i može izvoditi neuobičajene zadatke kao što su navigacija i vezanje neobičnih čvorova, ali se ne može sjetiti ničega o sebi ili kako je dospio ondje. Nakon što brod stiže u Onegliu, on odlazi u Zürich kako bi provjerio bankovni račun.
U sjedištu CIA-e u Langleyju, zamjenik direktora Ward Abbott saznaje za neuspjeli pokušaj ubojstva zbačenog afričkog diktatora Nykwana Wombosija. U međuvremenu, misteriozni čovjek shvaća kako je vješt u šakačkim obračunima i rukovanju oružjem nakon što svlada dvojicu švicarskih policajaca u nesvjesnoj akciji samoobrane. U banci u Zürichu, čovjek otvara svoj sef gdje pronalazi nekoliko putovnica sa svojom slikom, velike iznose raspoređenih valuta i 9-milimetarski pištolj. Još ne zna koje mu je stvarno ime pa pretpostavi da je to Jason Bourne kako piše u američkoj putovnici. Nakon što ga američke i švicarske vlasti pokušaju uhvatiti u američkom veleposlanstvu, on ponudi Marie Helen Kreutz dvadeset tisuća dolara da ga odveze u Pariz, grad koji stoji u putovnici Jasona Bournea. U međuvremenu, Alexander Conklin, šef tajne skupine Operacija Treadstone, uvjerava Abbotta da će uništiti svaki dokaz koji ih povezuje s agentom na terenu odgovornim za operaciju. Aktivira tri druga agenta kako bi likvidirali Bournea: Castela, Manheima i Profesora.
Nakon što Bourne stiže na adresu navedenu u putovnici, ondje ga odmah prepoznaje kućepaziteljica, a prema inventaru svog stana, on zaključuje kako se bavi prodajom brodova. U potrazi za još kojim dokazom, naziva redial na telefonu i spaja se s Hotelom Regina, gdje prepoznaju jedan od njegovih aliasa, John Michael Kane. Kažu mu da je Kane bio gost koji je poginuo dva tjedna prije u prometnoj nesreći. Nekoliko trenutaka kasnije, Castel provaljuje kroz prozor i započne obračun s Bourneom. Nakon što ga Bourne svladava, pokuša ga ispitati, ali Castel skače kroz prozor ubivši se. Marie u Castelovoj torbi pronalazi tjeralicu na kojoj stoje njezina i Bourneova fotografija.
Bourne počne nagovarati Marie da ga ostavi dok on pokušava shvatiti tko je i zašto ga ti ljudi traže. Kaže joj da ode na policiju i objasni im sve; ona odlučuje ostati s njim i ohrabri ga da otkrije misteriju. Nakon bijega od pariške policije i provedene noći, počnu slijediti trag koji ih odvodi do Hotela Regina. Ondje Marie upita za informacije o Johnu Michaelu Kaneu. U međuvremenu, Conklin podmjesti tijelo u parišku mrtvačnicu kako bi prevario Wombosija da pomisli da je Kane mrtav, ali Wombosi zna da tijelo ne pripada njegovom ubojici. Conklin naređuje Profesoru da ubije Wombosija u njegovoj kući. Bourne počne istraživati slučaj, prijašnji pokušaj ubojstva i kontakte Johna Michaela Kanea, i zaključi da je on ubojica koji je zakazao. On i Marie bježe iz grada na selo kako bi odsjeli u kući Mariena bivšeg ljubavnika, gdje Jason odlučuje da ga više ne zanima njegova prošlost.
Ujutro, Profesor dolazi kako bi sredio Bournea. Bourne iskoristi dvocijevku kako bi dignuo u zrak bačvu s gorivom kako bi odvratio Profesorovu pozornost (koji se nalazi na brežuljku i promatra kuću) i otrči u šumu. Bourne na kraju dvaput upuca Profesora i na kratko ga ispita, otkrivši njihovu povezanost s Operacijom Treadstone. Profesor umire od gubitka krvi, rekavši, "Pogledaj ovo. Pogledaj na što te prisile da daš." Zadržavši 30 tisuća dolara, on pošalje Marie s ostatkom novca za njezinu sigurnost. Iskoristi Profesorov telefon kako bi dogovorio sastanak s Conklinom na Pont Neufu, što iskorištava kako bi skrenuo pozornost i podmetnuo uređaj za praćenje na Conklinov auto kako bi otkrio lokaciju sigurne kuće Operacije Treadstone u Parizu.
Bourne iskoristi elektronski uređaj kako bi aktivirao alarme svih auta parkiranih na ulici, a nakon što buka zbuni čuvare, popne se u sigurnu kuću gdje se nalaze Nicky Parsons i Conklin.
Nakon što upozna Conklina, počinje se prisjećati svoje zadnje misije. Odustao je od likvidacije Wombosija nakon što mu je ugledao djecu. Shvaća, da je ubio Wombosija, morao bi to učiniti pred njegovom djecom i čak ubiti svu djecu svjedoke, jer je Wombosijevo ubojstvo trebalo izgledati kao da su ga ubili njegovi ljudi. Bourne je tada ustrijeljen dok je bježao s jurećeg broda i ostavljen u moru. Kaže Conklinu da napušta Treadstone i da ga ne pokušava naći. Zatim shvaća kako je Conklin neprimjetno aktivirao alarm i da su čuvari na putu. Bourne ostavlja Nicky neozlijeđenu, obračuna se s nekoliko agenata CIA-e i pobjegne u noć. Abbott odlučuje ukinuti Treadstone i naređuje posljednjem operativcu da ubije Conklina. Odlazi pred istražnu komisiju gdje rječito objasni kako je Treadstone bio neuspješni program za obučavanje ubojica i istog trenutka skrene pozornost komisije s idejom za novi projekt nazvan "Blackbriar". Nakon nekog vremena, Bourne pronalazi Marie na Mykonosu gdje iznajmljuje skutere turistima.

## Glumci
- Matt Damon kao Jason Bourne: ubojica s amnezijom iz Pariza kojeg progone bivši poslodavci.
- Franka Potente kao Marie Helena Kreutz: Češko-njemačka putnica koja pomaže Bourneu i s kojim započinje intimnu vezu.
- Chris Cooper kao Alexander Conklin: koordinator Operacije Treadstone i Bourneov nadređeni.
- Brian Cox kao Ward Abbott: Zamjenik direktora CIA-e i Conklinov nadređeni.
- Julia Stiles kao Nicky Parsons: CIA-ina terenska operativka zadužena za logistiku; djeluje iz Pariza.
- Clive Owen kao Profesor: Treadstone operativac smješten u Barceloni.
- Adewale Akinnuoye-Agbaje kao Nykwana Wombosi: zbačeni afrički diktator koji je bio Bourneova zadnja meta prije amnezije.
- Gabriel Mann kao Danny Zorn: Conklinov pomoćnik i ključni član kontrolne ekipe Operacije Treadstone.
- Nicky Naude kao Castel: Treadstone operativac smješten u Rimu.
- Russell Levy kao Manheim: Treadstone operativac smješten u Hamburgu.

## Produkcija
Redatelj Doug Liman je izjavio kako je bio obožavatelj romana Roberta Ludluma otkad ga je pročitao u srednjoj školi. Pred kraj produkcije svog prethodnog filma Swingers, Liman je odlučio snimiti adaptaciju romana. Nakon više od dvije godine osiguravanja prava na knjigu od Warner Brothersa i još jedne godine pisanja scenarija sa scenaristom Tonyjem Gilroyem, film je prošao dvije godine produkcije. Od početka snimanja, poteškoće u odnosu sa studijem su usporile razvoj filma i uzrokovale raskol između redatelja i Universal Studiosa, jer su direktori bili nezadovoljni ritmom filma, malim akcijskim sekvencama i općenitim odnosom između njih i Limana, koji je bio sumnjičav prema izravnom upletanju studija. Nekoliko presnimavanja i prerada scenarija pred kraj produkcije su odgodili izlazak filma s rujna 2001. na lipanj 2002. te povisili predviđeni budžet od 52 milijuna dolara za dodatnih osam milijuna. Svađe su se posebno vodile oko originalnog Gilroyeva scenarija zbog scena smještenih na farmu pred kraj filma. Liman i glumac Matt Damon su se borili da se sačuvaju scene u filmu nakon čega su se upustili u prepravku trećeg čina na inzistiranje studija. Liman i Damon su smatrali kako su scene, iako diskretne, integralne zbog razumijevanja Bourneova lika i središnjih tema filma. Sekvenca na farmi je prošla kroz niz prepravljanja prije konačne verzije. Osim toga, studio je želio zamijeniti Montreal ili Prag za Pariz kako bi smanjio troškove, te zbog Limanova inzistiranja na angažiranju filmske ekipe koja govori francuski i loših reakcija publike na finale filma u Parizu. Potonje je zahtijevalo kasni povratak na lokaciju kako bi se snimio novi, na akciju orijentirani završetak u Parizu. Damon je opisao produkciju kao borbu, navevši rane sukobe koje su on i Liman imali sa studijem, ali je demantirao kako su konflikti trajali tokom cijele produkcije: "Kad čujem kako ljudi govore da je produkcija bila noćna mora to je kao ono, 'noćna mora'? Snimanje je uvijek teško, ali smo ga završili."
Liman je kao redatelj preuzimao više uloga. Mnogo puta je sam upravljao kamerom kako bi stvorio ono za što je on mislio da je intimniji odnos između sebe, materijala i glumaca. Mislio je kako će se ova veza izgubiti ako bi samo promatrao snimanje na monitoru. Bilo je to razmišljanje koje je razvio još kao nepoznati redatelj nezavisnih filmova.
Liman je kontaktirao mnoge glumce za ulogu Bournea, uključujući Russella Crowea i Sylvestera Stallonea, nakon čega je angažirao Matta Damona. Liman je otkrio da je Damon shvatio i cijenio da je, iako je težište Bourneova identiteta na akciji, fokus primarno na junaku i priči. Damon, koji nikad nije igrao fizički zahtjevnu ulogu, inzistirao je da mnoge od vratolomija izvede sam. Zajedno s kaskaderskim koreografom Nickom Powellom i terenerom Jeffom Imadom, podvrgnuo se tromjesečnoj inenzivnoj kasakderskoj obuci, korištenju oružja, boksu i eskrimi. Na kraju je izveo mnoge svoje kaskaderske scene, uključujući borbu prsa o prsa i penjanje na sigurnu kuću pred kraj filma. Uloga Franke Potente u filmu Trči, Lola, trči, zaintrigirala je Limana da je angažira za ulogu Marie Helene Kreutz. Liman je htio glumicu koja je relativno nepoznata američkoj publici, ali koja će biti odgovarajuća partnerica Bourneu. Snimanje se odvijalo u Pragu, Parizu, Imperiji, Rimu i Zürichu; nekoliko scena smještenih u Zürich zapravo je snimljeno u Pragu.
Hvaljenu sekvencu automobilske jurnjave snimila je većim dijelom pomoćna ekipa redatelja Alexandera Witta. Ekipa je snimala na raznim lokacijama oko Pariza dok je Liman snimao glavnu priču u gradu. Završni materijal montiran je zajedno kako bi se stvorila iluzija koherentnog putovanja. Liman je priznao da će "bilo tko tko uistinu poznaje Pariz shvatiti da je to nelogično", jer je nekoliko lokacija korištenih u automobilskoj potjeri povezano jedna s drugom. Liman je samo nekoliko kadrova snimio sam; najpoznatiji od njih su oni s Mattom Damonom i Frankom Potente u autu.
Izmišljena priča o organizaciji Treadstone inspirirana je poslom Limanova oca za Nacionalnu sigurnosnu agenciju (NSA) za vrijeme predsjednika Ronalda Reagana. Točnije, inspiracija je došla iz memoara Limanova oca u kojima je pisao o svojoj vezi s istragom o Iran-Contra aferi. Mnoge sastavnice karaktera Alexandera Conklina bile su temeljene na sjećanjima njegova oca o Oliveru Northu. Liman je priznao da je odbacio mnoge dijelove romana oko centralne premise kako bi modernizirao materijal i povezao ga s vlastitim uvjerenjima o američkoj vanjskoj politici. No, Liman je bio oprezan da publici ne natura vlastita politička uvjerenja. Ispočetka je bilo zabrinutosti kako bi se film mogao pokazati zastarjelim nakon 11. rujna, ali su se one pokazale neutemeljenima.

## Kritike
Kritike su mahom bile pozitivne, na Rotten Tomatoesu stoji brojka od 83 posto pozitivnih recenzija. Roger Ebert dao je filmu tri od četiri zvjezdice i pohvalio ga zbog privlačnosti i "Damonovu sposobnost da bude usredotočen i nepatvoren" zaključivši kako je film "nepotreban, ali ne i beznačajan". Charles Taylor sa Salon.com je hvalio film riječima "zabavan, zgodan i napet, Bourneov identitet je nešto kao anomalija među ljetnim visokobudžetnim blockbusterima: inteligentan triler s osjećajem, više fokusiran na priču i junaka nego na spektakl". Ed Gonzalez iz časopisa Slant je naglasio "suzdržani pristup materijalu" Douga Limana kao i snažnu kemiju između Matta Damona i Franke Potente, ali je zaključio kako je film "inteligentan, ali ne dovoljno inteligentan". J. Hoberman iz Village Voicea je odbacio film kao "banalan" i kao razočaranje u odnosu na Limanova prethodna neovisna ostvarenja. Owen Gleiberman je također kritizirao film zbog "neprijazne trulosti koju ni sva Limanova vještina ne može sakriti". Posebne pohvale upućene su središnjoj automobilskoj potjeri koja je opisana kao uzbudljivi akcijski vrhunac i jedno od najboljih ostvarenja u žanru.
U svom prvom vikendu, Bourneov identitet je zaradio 27,118,640 dolara u 2638 kina. Prema podacima od ožujka 2007., film je zaradio 121,661,683 dolara u Sjedinjenim Državama i 92,263,424 dolara u ostatku svijeta, odnosno ukupno 213,925,107 dolara.

### Nagrade
| Godina | Organizacija                                                | Nagrada                                                    | Kategorija/Dobitnik                        | Rezultat  |
| ------ | ----------------------------------------------------------- | ---------------------------------------------------------- | ------------------------------------------ | --------- |
| 2003.  | ASCAP filmske i televizijske nagrade                        | ASCAP nagrada                                              | Top Box Office filmovi: John Powell        | Pobjeda   |
| 2003.  | Akademija znanstvene fantastike, fantastike i horor filmova | Nagrada Saturn za najbolji akcijsko pustolovni triler film |                                            | Nominiran |
| 2003.  | Američke koreografske nagrade                               | American Choreography Award                                | Najbolja borbena koreografija: Nick Powell | Pobjeda   |
| 2003.  | Nagrade Ceha scenografa                                     | Nagrada za najbolju scenografiju                           | Dugometražni film                          | Nominiran |

## Razlike u odnosu na roman
Film se značajno razlikuje od originalnog predloška. Iako su elementi njegova putovanja po Europi kao i njegova amnezija zadržani, Jason Bourne iz romana nije pravi ubojica nego zamjena za CIA-ina operativca koji glumi izmišljenog ubojicu kako bi se približio međunarodnom ubojici Carlosu Šakalu; ranjen je u pokušaju da spriječi, a ne izvrši ubojstvo. Priroda Operacije Treadstone je također drukčija nego ona u filmu: umjesto vladina programa za obuku ubojica, to je plan za lov Carlosa s Jasonom Bourneom u ulozi jedinog terenskog operativca. Pojam 'Operacija Treadstone' je također izmijenjen; u knjigama je naziv 'Treadstone 71', ime zgrade na Sedmoj aveniji u New York Cityju. Iako film uključuje njegovo drugo ime, John Michael Kane, njegovo ime u romanu se izgovara "Cain".
Iako većina likova u filmu imaju slično ime kao likovi u romanu, njihove osobnosti i mjesto u priči su značajno drugačiji. Lik Marie St. Jacques u romanu je kanadska ekonomistica koju Bourne iskorištava kao štit kako bi izbjegao zarobljavanje, dok je ona u filmu mlada njemačka putnica kojoj Bourne plaća kako bi ga odvela iz Züricha u Pariz. Conklin je mnogo negativniji u filmskoj adaptaciji u kojoj, za razliku od romana, ne preživljava. Osim toga, on je i Bourneov prijatelj. Bourneov brat, Gordon Webb (Jasonovo pravo ime je David Webb) također ima značajnu ulogu u romanu, ali ga se u filmu ne spominje. U romanu pogiba u pokušaju da zaštiti Jasona.
Priča o Carlosu je također maknuta, jer je pravi Carlos zatvoren u Francuskoj 1997., pet godina prije nego što je film snimljen. Osim toga, izbjegnut je i dio u kojem Bourne otkriva informaciju o svom identitetu i prošlosti, kao i svoje pravo ime.

## Soundtrack
Pjesme za soundtrack je skladao John Powell. 

### Popis pjesama
1. Main Titles – (4:17)
2. Bourne Gets Well – (1:20)
3. Treadstone Assassins – (2:09)
4. At The Bank – (4:07)
5. Bourne On Land – (1:42)
6. Escape From Embassy – (3:12)
7. The Drive To Paris – (1:29)
8. The Apartment – (3:25)
9. At The Hairdressers – (1:29)
10. Hotel Regina – (2:11)
11. The Investigation – (1:34)
12. Taxi Ride – (3:43)
13. At The Farmhouse – (2:54)
14. Jason Phones It In – (3:04)
15. On Bridge Number 9 – (3:41)
16. Jason's Theme – (2:20)
17. Mood Build – (3:34)
18. The Bourne Identity – (6:00)
19. Drum And Bass Remix – (2:15)

## Vanjske poveznice
- Službena stranica  Arhivirana inačica izvorne stranice od 21. rujna 2020. (Wayback Machine)
- Bourneov identitet u internetskoj bazi filmova IMDb-a
- Bourneov identitet na Rotten Tomatoes
- Scenarij filma na MovieScriptPlace.com  Arhivirana inačica izvorne stranice od 23. travnja 2008. (Wayback Machine)